# Zwochau
Zwochau – dzielnica gminy Wiedemar w Niemczech, w kraju związkowym Saksonia, w powiecie Nordsachsen. Do 31 grudnia 2012 samodzielna gmina, wchodząca w skład związku gmin Wiedemar. Do reformy administracyjnej w 2008 gmina leżała w powiecie Delitzsch, a do 29 lutego 2012 w okręgu administracyjnym Lipsk.
Dzielnica leży ok. 13 km na południowy zachód od miasta Delitzsch.
Miejscowości wchodzące w jej skład:
- Grebehna
- Zwochau